# Fekete csiga
A fekete csiga vagy fekete bödöncsiga (Theodoxus prevostianus) egy Magyarországon, s Európa néhány más helyén őshonos vízicsigafaj, Magyarországon fokozottan védett.

## Jellemzői
A csiga fekete, ritkán sötétlila árnyalatú házán gyakran kisebb-nagyobb rajzolatok figyelhetők meg. Általában langyos, meleg hévizekben él. A 16-25 Celsius-fok közötti hőmérsékleten belül található optimuma.
Kárpát-medencei endemikus faj, ma már csak Magyarországon, Ausztriában és Szlovéniában ismert négy helyről, korábban pedig Romániában és Horvátországban voltak populációi. Romániából 2008-ban pusztult ki egy halastóépítés következtében. Magyarországon ma már csak a kácsi meleg vizű patakban él, korábban Tatán, Miskolctapolcán, Diósgyőrben és Sályon is előfordult.
A fekete csiga házának felépítése és méretei:
- Kanyarulat: 3
- Magasság: 3-5 milliméter
- Szélesség: 6-9 milliméter

## Lásd még
- Csigák
- Kopoltyús csigák